# كيو (كبسولة زمنية)
كيو كبسولة زمنية من المقرر إطلاقها كساتل إلى الفضاء الخارجي مع مطلع عام 2010-2011، حاوية رسائل وآثار من بشر العصر الحالي إلى بشر ما بعد خمسين ألف سنة، حيث من المحسوب أن يعيدها مسارها لتدخل جو الأرض مرة أخرى بعد تلك المدة.
هذا المشروع مدعوم من اليونسكو التي اختارته ليكون «مشروع القرن الحادي والعشرين»، ومن مؤسسة «هوتشيسون وبموا» الصينية، والمؤسسة الأوربية للفضاء ومؤسسات أخرى.
اسم الكبسولة يفترض أنه يتألف من الأصوات الأكث شيوعا في اللغات البشرية المحكية في العصر الحالي: ك ي و

## الرسالة
كل شخص مدعو إلى ان يكتب رسالة موجهة إلى سكان المستقبل—الموعد النهائي كان 31 كانون الأول / ديسمبر 2009 ولكن مدد إلى 2011. الرسائل يمكن ان تودع الرسائل في موقع المشروع على الوب، أو بالمراسلة بالبريد التقليدي. المنظمون يشجعون جمع الرسائل من الأطفال وكبار السن والأميين لتمثيل أكثر ما يمكن من ثقافات وديمغرافية البشر.
للكبسولة سعة تخزين تكفي حفظ رسالة من أربع صفحات من كل فرد من المليارات الست من البشر الذين يعيشون على كوكب الأرض. وبعيد إطلاق الكبسولة ستنشر على إنترنت الرسائل المستودعة فيها مع حجب أسماء من كتبوها.

## المحتويات الأخرى
إضافة إلى الرسائل فسيحمل كيو ماسة تحوي نقطة من دم بشري مختارة عشوائيا، وعينات من الهواء وماء البحر والتربة، كما سيحفر ترميز لدنا الجينوم البشري على أحد أوجه الماسة. كما سيحمل ساعة كونية تظهر منسوب دوران عدة نابضات وصورا لبشر من مختلف الثقافات و«مكتبة الإسكندرية المعاصرة» وهي مجموع موسوعي للمعرفة البشرية الحالية.

## الجوانب التقنية
ستُرمَّز المكتبة والرسائل في قرص ديفيدي زجاجي مقاوم للإشعاع، مرفقا به إرشادات صُوَرية في عدة صيغ توضح لمتلقيه المستقبليين كيفية بناء قارئ للقرص.
الكبسولة ذاتها كرة مجوفة قطرها 80 سنتيمترا محفور عليها خريطة الأرض ومحاطة بطبقة من الألومنيوم، وطبقة حرارية وعدة طبقات من التيتانيوم وفلزات ثقيلة أخرى يتخللها فراغ. الكبسولة مقاومة للإشعاع الكوني، وعوامل الجو عند الرجوع، والتصادمات بالنفاية الفضائية.
خلال سنواتها الأولى في المدار سيكون للساتل جناحان طولهما من الطرف إلى الطرف 10 أمتار لتساعد على رؤيته من سطح الأرض، في نهاية الرحلة عند دخول الساتل إلى جو الأرض فإن الطبقة الحرارية ستنتج هالة صناعية مضيئة تعلن عن قرب عودته. لن يحمل الساتل أي وسائل اتصال أو نظم دفع، وسيحمله صاروخ أريان 5 إلى مدار على ارتفاع 1800 كيلومتر وهو ما سيعيده إلى الأرض في غضون خمسمئة قرن، وهي ذات المدة التي انقضت منذ بدأ الإنسان البدائي يرسم على جدران الكهوف،
تاريخ عودة الكبسولة الزمنية كيو إلى الأرض لفتحها حُدِّد بناء على مفهوم مشابه للذي حدد به موعد فتح أول كبسولة زمنية مقصودة في العصر الحديث وهي كبسولة Crypt of Civilizatin التي ستفتح سنة 8113 بعد أن تكون انقضت على قفلها مدة مساوية للتي انقضت منذ وضع التقويم المصري كأول تقويم بشري معروف، وسنة البدء بتنفيذ الكبسولة 1936.
لم يتم بناء الكبسولة الساتلة كيو بعد ولم يوقع عقد بناءها.

## تاريخ المشروع
بدأ مشروع كيو سنة 1994 على يد الفنان العالم الفرنسي جان مارك فيليب وهو رائد فن الفضاء، وبُدِأ بجمع الرسائل وكانت سنة 2001 قد حُدِّدت كموعد للإطلاق، إلا أن معوقات تقنية وعوامل أخرى قد أخرت موعد الإطلاق إلى 2010 أو 2011.

## مشروعات مشابهة
كانت مسابير ومركبات فضائية عديدة قد حملت رسائل للبشر (أو الفضائين) في المستقبل. فالمركبة القمرية أبولو 11 (الباقية على القمر حاليا) حملت لوحا يظهر ترتيب القارات الأرضية سنة 1969. كما أن الساتل لاجيوس الذي سيعود إلى جو الأرض بعد 8.4 مليون سنة يحمل لوحا يظهر ترتيب قارات الأرض في الماضي والحاضر والمستقبل. وكذلك بيونير 10 وبيونير 11 كليهما يحمل لوحا منقوش عليه معلومات صُوريَّة عن زمانهما ومكان نشأتهما. إلا أن أشهر تلك الرسائل هما اللتان حملهما المسباران فوياجر، إذ يحمل كلمنهما قرصا ذهبيا مُرمَّز عليه صور وأصوات من الأرض، وإرشادات لكيفية قراءة التسجيلات والبيانات التي تحدد موضع الأرض، وقد غادرت مركبتا فوياجر النظام الشمسي إلى الفضاء الكوني.

## وصلات خارجية
- KEO website
- http://www.keo.org/uk/pages/message.php صفحة إيداع رسالة في موقع المشروع على الوب